# Луговское сельское поселение (Тверская область)
Лу́говское се́льское поселе́ние — упразднённое муниципальное образование в составе Андреапольского района Тверской области.
Административный центр — деревня Луги.

## Географические данные
- Нахождение: восточная часть Андреапольского района
  - Граничит:
    - на севере — с Пеновским районом, Охватское СП
    - на востоке — с Селижаровским районом, Дмитровское СП
    - на юге — с Нелидовским районом, Высокинское СП и Нелидовским СП
    - на западе — с Андреапольским СП

Северо-западную часть поселения пересекают железнодорожная линия Бологое — Великие Луки и автодорога Андреаполь — Пено — Хитино.
Основные реки — Жукопа и её притоки Тюзьма, Чёрная, Нетороповка, Кутевка (бассейн Волги) и Нетесьма (бассейн Западной Двины).
На юго-востоке часть территории поселения занимает Центрально-Лесной заповедник.

## История
С образованием в 1796 году Тверской губернии территория поселения вошла в Осташковский уезд. В 1929—1935 гг. входила в Западную область, с 1935 года — в Калининскую область. В 1944—1957 гг. относилась к Великолукской области, с 1957 опять к Калининской области, Ленинский район. В 1963—1965 гг. входила в Торопецкий район. С 12 января 1965 относится к Андреапольскому району.
Образовано в 2005 году, включило в себя территории Луговского и Жукопского сельских округов.

## Население
| 2002 | 2005 | 2010 | 2011 | 2012 | 2013 | 2014 |
| ---- | ---- | ---- | ---- | ---- | ---- | ---- |
| 415  | ↗668 | ↘442 | ↘438 | ↘410 | ↘376 | ↘336 |
| 2015 | 2016 | 2017 | 2018 | 2019 |      |      |
| ↘311 | ↘290 | ↗295 | ↘276 | ↘270 |      |      |

## Состав сельского поселения
В состав сельского поселения входили 36 населённых пунктов:
| №  | Населённый пункт | Тип населённого пункта          | Население |
| -- | ---------------- | ------------------------------- | --------- |
| 1  | Алексино         | деревня                         | ↘1        |
| 2  | Амосово          | деревня                         | ↘8        |
| 3  | Анихоново        | деревня                         | ↘1        |
| 4  | Базуево          | деревня                         | ↘1        |
| 5  | Баранька         | деревня                         | ↘14       |
| 6  | Берчиково        | деревня                         | ↘0        |
| 7  | Величково        | деревня                         | ↘41       |
| 8  | Володькино       | деревня                         | ↘1        |
| 9  | Голенищево       | деревня                         | ↘1        |
| 10 | Горка            | деревня                         | ↘77       |
| 11 | Гречишниково     | деревня                         | ↘1        |
| 12 | Денисово         | деревня                         | ↘0        |
| 13 | Дорофеево        | деревня                         | ↘1        |
| 14 | Думино           | деревня                         | ↘19       |
| 15 | Жукопа           | посёлок                         | ↘18       |
| 16 | Захарино         | деревня                         | ↘0        |
| 17 | Квашня           | деревня                         | ↘0        |
| 18 | Луги             | деревня, административный центр | ↘114      |
| 19 | Лукьяново        | деревня                         | ↘0        |
| 20 | Мануйлово        | деревня                         | ↘1        |
| 21 | Можаево          | деревня                         | ↘23       |
| 22 | Молодушкино      | деревня                         | ↘1        |
| 23 | Молохово         | деревня                         | ↘8        |
| 24 | Нетесьма         | деревня                         | ↘0        |
| 25 | Пестово          | деревня                         | ↘6        |
| 26 | Петрачиха        | деревня                         | →0        |
| 27 | Плаксино         | деревня                         | ↘0        |
| 28 | Ревякино         | деревня                         | ↘8        |
| 29 | Родионово        | деревня                         | →1        |
| 30 | Селино           | деревня                         | →0        |
| 31 | Триполево        | деревня                         | ↘47       |
| 32 | Чечетово         | деревня                         | ↗22       |
| 33 | Шапочкино        | деревня                         | →0        |
| 34 | Шилово           | деревня                         | ↘1        |
| 35 | Шинкарево        | деревня                         | ↘10       |
| 36 | Ямищи            | деревня                         | ↘1        |

Бывшие населённые пункты
Недавно исчезли деревни:
- в бывшем Жукопском сельсовете — Альхимцево, Захарино, Дулино, Пушкино, Ганино, Васьково, Василёво, Пивовар, Стулово.
- в бывшем Величковском сельсовете — Дмитрово, Пантелеево, Старое, а деревня Бучково присоединена к д. Луги.

## Экономика
Основные хозяйства: АОЗТ «Величково» и СПК «Жукопа» (бывший совхоз «Пробуждение»).